# Enyedi Újság
Az Enyedi Újság politikai és társadalmi hetilap, az Enyedi Hírlap elődje. Székhely: Nagyenyed; indulás/megszűnés: 1922/1930,1935.

## Szerkesztői, munkatársai, céljai
Szabó András szerkesztette 1922 januárjától 1930 végéig, amikor megszűnt. 1935-ben Papp G. György szerkesztésével újra megjelent, de az év végén a 47. számmal végleg megszűnt. Az Országos Magyar Párt (OMP) támogatása szabta meg politikai irányvonalát. Helyi társadalmi, gazdasági, kereskedelmi és kulturális kérdésekkel foglalkozott, számon tartott minden társadalmi megmozdulást, serkentette a műkedvelő tevékenységet és dokumentumértékű cikkeket közölt a kollégium és a város múltjáról, hagyományairól. Munkatársai között főként kollégiumi tanárok, így Járai István, Fejes Áron, Fogarasi Albert, Veress István szerepeltek és a helybéli unitárius lelkész, Árkosi Barabás Miklós, olykor enyedi írók és költők (Áprily Lajos, Berde Mária, Fülöp Károly), valamint az első szárnypróbálgatásaikkal jelentkező fiatal írók, így Bisztray Gyula, Kakassy Endre, Kovács György, Tatár Géza, Varró Dezső, Vita Zsigmond szerepeltek versekkel, novellával, irodalmi cikkekkel. Már az első években román költőktől is közölt fordításokat. A X. évfolyamot (1935) Fövenyessy Bertalan (Syber) Nagyenyed múltjával, társadalmi kérdéseivel foglalkozó riportjai és íróinak életét megelevenítő cikkei tették élénkké.